# Кайпиринья
Кайпири́нья (порт. caipirinha) — бразильский алкогольный коктейль, который готовится из кашасы, лайма, льда и тростникового сахара. Классифицируется как коктейль на весь день (англ. all-day cocktail). Входит в число официальных коктейлей Международной ассоциации барменов (IBA), категория «Современная классика» (англ. contemporary classics).
При отсутствии кашасы её можно заменить ромом («кайпири́ссима») или водкой («капиводка» или «капироска»). Также есть вариант с использованием кампари — кампаринья.
В Рио-де-Жанейро коктейль кайпиринья продаётся повсеместно. На пляжах Копакабана-Леблон-Ипанема он стоит 15 реалов. В Португалии этот коктейль также популярен.
Также существуют вариации кайпириньи, в которых вместо лайма используются другие фрукты.
«Кайпиринья» относится к лонг-дринкам, её пьют по мере того, как тает лёд.
Хотя в Европе считается, что для кайпириньи нужен только тёмный тростниковый сахар, в Бразилии почти всегда используют белый очищенный (тоже тростниковый). На вечеринках кайпиринью готовят в крупных емкостях, не соблюдают строгих пропорций, руководствуясь лишь вкусом.

## Похожие коктейли
Есть много альтернатив кайпириньи, некоторые из них включают в себя:
- Кайпирёшка — кашаса заменяется водкой[3].
- Кайпириссима — кашаса заменяется ромом.
- Сакеринья — это вариант, приготовленный с саке.
- Кайпинхегер — это еще одна вариация, сделанная с использованием Штайнхегера[4].